# 布赞库尔
布赞库尔（法語：Bouzincourt，法語發音：[buzɛ̃kuʁ]）是法国上法蘭西大區索姆省的一个市镇，属于佩罗讷区。

## 地理
布赞库尔（50°1'35"N, 2°36'42"E）面积8.11 平方千米，位于法国上法蘭西大區索姆省，该省份为法国北部沿海省份，北起加来海峡省和北部省，西接滨海塞纳省和大西洋英吉利海峡，南至瓦兹省，东临埃纳省。
与布赞库尔接壤的市镇（或旧市镇、城区）包括：昂格勒贝尔梅尔、阿爾貝、梅尼勒马丹萨尔、米朗库尔、桑利勒塞克。

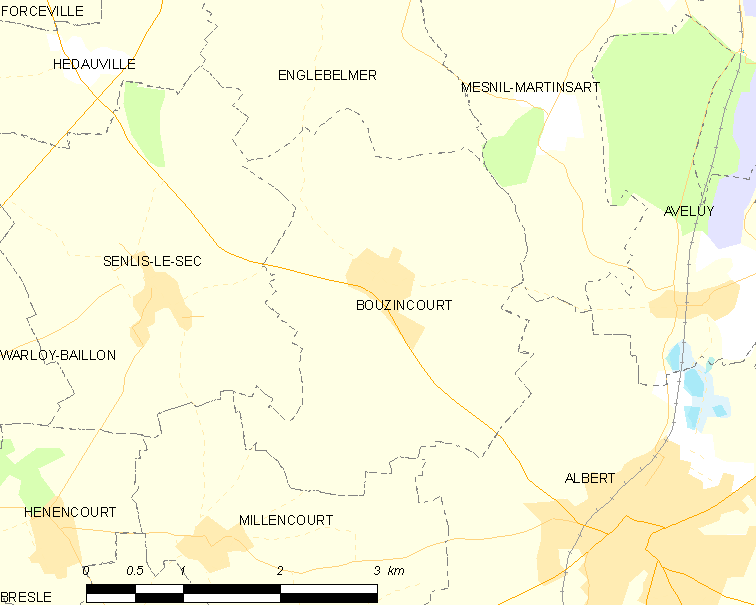
布赞库尔的OSM定位图

布赞库尔的时区为UTC+01:00、UTC+02:00（夏令时）。

## 行政
布赞库尔的邮政编码为80300，INSEE市镇编码为80129。

## 政治
布赞库尔所属的省级选区为阿尔贝县。

## 人口

1962-2008年间布赞库尔人口变化图示

布赞库尔于2022年1月1日时的人口数量为536人。